# Bătălia de la Cătlăbuga
Bătălia de la Cătlăbuga a avut loc pe 16 noiembrie 1485 între trupele lui Ștefan cel Mare și forțe ale Imperiului Otoman care apărau cetatea Chilia (azi în Ucraina). Armata moldoveană a fost victorioasă, dar Ștefan nu a mai fost în stare să-și continue acțiunile în vederea recuperării Chiliei.

## Context
Ca răspuns la încercarea domnului Moldovei de a recupera cetățile maritime, Chilia și Cetatea Albă, sultanul Baiazid al II-lea (1481 - 1512) trimite o oaste otomano-tătară pentru pedepsirea acestuia.
Astfel, noul sangeacbey de Silistra, Bali bey Malkocioglu, pătrunde cu trupele în Moldova, pentru a o jefui, trecând pe un pod ridicat peste Prut. Grosul oștirii sale rămâne între Prut și Nistru, el trimițând doar avangărzile să atace.

## Desfășurare
Ștefan, alături de cca. 3.000 cavaleri poloni greu înarmați, nu s-a confruntat direct cu oștirile otomane, ci le-a atras în locuri strâmte, ca să le poată lovi mai bine: 
„Și astfel, fiind pretutindeni bătuți de Ștefan, turcii au fost nevoiți să iasă din țara lui”
, scrie cronicarul polon Bielski.

Bătălia finală s-a dat în apropiere de Chilia, lângă lacul Cătlăbuga, victoria fiind evidențiată și într-o cronică lituaniană: 
„deodată oastea turcească și hoarda întreagă cu mare strigăt i-a lovit pe ai noștri [creștini] și trei ceasuri a fost mare bătălie, cînd polonii au început să intre în dezordine, să plece cu toții și i-au dus pe turci spre rezerva [moldovenilor]... Acolo toți turcii au fost înfrînți pe capete.”
 Au rămas pe câmpul de luptă 8.000 de otomani și 3.000 de creștini.

## Consecințe
În primăvara anului următor (1486) o numeroasă armată în frunte cu Baly-beg iarăși invadează Moldova, intenționând s-o supună. Pentru acesta însă trebuia, întâi de toate, să-l detroneze pe Ștefan. În bătălia de la Șcheia (1486) moldovenii conduși de Ștefan și de această dată i-au biruit pe turci, omorându-l pe Hronoda (Hroiot), pretendentul la tron.

## Legături externe
- Victoria moldovenilor la Cătlăbuga (video) Arhivat în 29 noiembrie 2014, la Wayback Machine. Vox.publika.md